# Fornos (Santa Maria da Feira)
Fornos es una freguesia portuguesa del concelho de Santa Maria da Feira, con 3,63 km² de superficie y 2.810 habitantes (2001). Su densidad de población es de 774,1 hab/km².